# Вулиця Василя Щавинського
Ву́лиця Василя Щавинського — вулиця в Деснянському районі міста Києва, селище Троєщина. Пролягає від вулиці Володимира Беца до вулиці Климента Квітки.
Прилучаються вулиці Вадима Модзалевського і Чорторийська.

## Історія
Виникла в першій половині XX століття, була названа на честь українського радянського державного і політичного діяча Григорія Петровського.
Сучасна назва — на честь українського мистецтвознавця та колекціонера Василя Щавинського, з 2018 року.